# Casa de las Sirenas

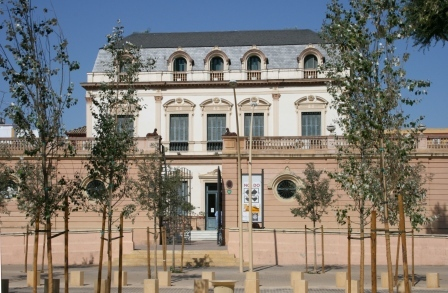
La casa de las Sirenas

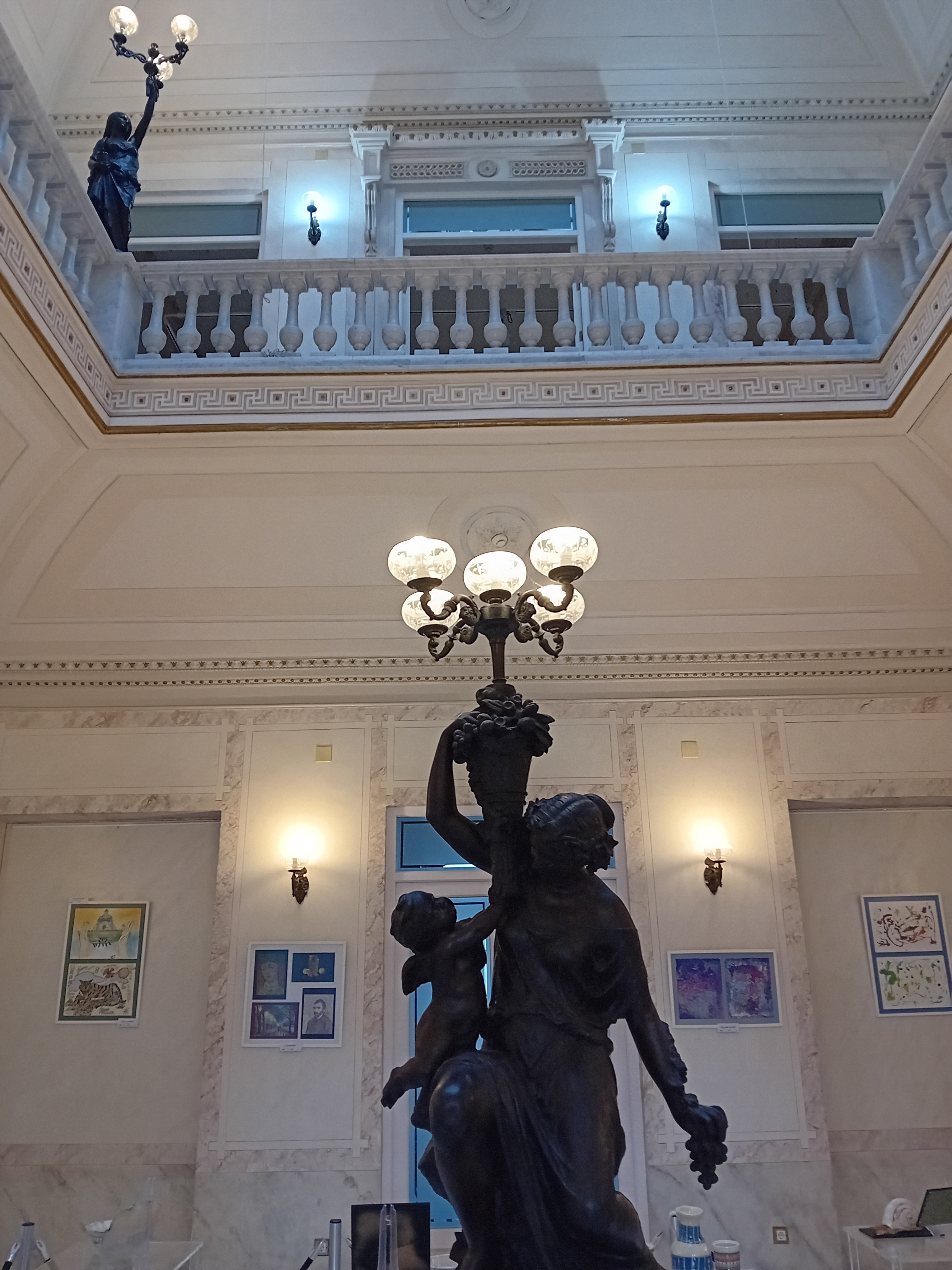
Patio central cubierto de la casa.

La casa de las Sirenas es una casa-palacio del siglo XIX que se encuentra en la Alameda de Hércules, Sevilla, Andalucía, España.

## Historia
Fue diseñada por Joaquín Fernández Ayarragaray para Lázaro Fernández de Angulo, marqués de Esquivel. Se diseñó de forma similar a un palacete francés del XVIII. Se comenzó en 1861 y fue concluida en 1864. La casa, de planta cuadrangular, está rodeada por un jardín, limitado a su vez por cuatro muros. Tiene una planta baja y un primer piso. Tiene un tejado de pizarra. Recibe este nombre por dos esfinges (que fueron llamadas "sirenas") en la puerta delantera.
Las rejas de esta casa fueron realizadas en 1862 por Hermanos Portilla. Se utilizó el mismo diseño para la Fábrica de Tabacos.
El marqués de Esquivel vendió la casa en 1870 a la empresa constructora Basilio del Camino y Hermanos. Posteriormente, en este inmueble vivieron José Domingo de la Portilla con su esposa María Susana Pérez de Guzmán y Pickman, falleciendo esta última en 1971.
En la década de 1970 estuvo en estado de abandono. El Ayuntamiento la compró en 1989. La casa fue sometida a una restauración que duró ocho años. A partir de 1998 fue destinada a Centro Cívico para el barrio.